# 唐人街 (加利福尼亞州莫諾縣)
唐人街（英語：Chinatown）是位於美國加利福尼亞州莫諾縣的一個非建制地區。該地的面積和人口皆未知。

## 地理
唐人街的座標為38°12′50″N 119°00′51″W / 38.21389°N 119.01417°W，而該地的平均海拔高度為2562米（即8405英尺）。